# Amorphochelus delicatus
Amorphochelus delicatus är en skalbaggsart som beskrevs av Marc Lacroix 1997. Amorphochelus delicatus ingår i släktet Amorphochelus och familjen Melolonthidae. Inga underarter finns listade i Catalogue of Life.